# Cerkiew Poczęcia św. Anny w Moskwie
Cerkiew Poczęcia św. Anny – prawosławna cerkiew w Moskwie, w dekanacie Iwerskiej Ikony Matki Bożej eparchii moskiewskiej Rosyjskiego Kościoła Prawosławnego.
Położona w Kitaj-gorodzie, nad rzeką Moskwą.

## Historia
Pierwsza wzmianka o znajdującej się na tym miejscu cerkwi Poczęcia św. Anny pochodzi z 1493 r. i dotyczy zniszczeń w pożarze Moskwy, wskazując wśród spalonych budowli także cerkiew (najprawdopodobniej więc drewnianą). Dokładna data wzniesienia murowanej budowli nie jest znana, jednak użyte przy budowie materiały (biały kamień) i formy architektury budynku pozwalają domniemywać, że powstał on na początku XVI w. Miejsce, w którym znajduje się cerkiew, nazywano początkowo uroczyskiem „Ostry Koniec”. Następnie, po wzniesieniu murów obronnych Kitaj-gorodu, świątynię zaczęto potocznie określać jako „cerkiew Poczęcia św. Anny w rogu” z uwagi na jej usytuowanie względem murów.
W latopisach opisujących zniszczenia wywołane przez kolejny pożar w 1547 r. jest już mowa o cerkwi Poczęcia św. Anny i o tym, że podczas pożaru zawaliły się jej sklepienia. Podczas odbudowy zmieniono konstrukcję budynku, rezygnując z czterech filarów, na których pierwotnie opierała się kopuła. Zastąpiono je łukami przenoszącymi podtrzymywanie ciężaru kopuły na ściany cerkwi. Zmiany miały na celu zwiększenie przestrzeni przeznaczonej dla wiernych, by w nabożeństwach jednorazowo mogło brać udział więcej osób. W XVI w. cerkiew, oprócz głównego ołtarza Poczęcia św. Anny, posiadała też boczny, św. Menasa, ustawiony na pamiątkę zakończenia panowania tatarsko-mongolskiego nad Rusią. Został on zniszczony podczas Wielkiej Smuty i odbudowany w 1617 r. przez Dmitrija Pożarskiego.
W latach 1658–1668 wzniesiono w świątyni jeszcze jeden ołtarz boczny, poświęcony św. Katarzynie (na cześć narodzin córki cara Aleksego o tym właśnie imieniu), co zmieniło kompozycję całego budynku, czyniąc ją symetryczną. Całą budowlę otoczono również galerią, zakrywając absydy pomieszczeń ołtarzowych (półkolistą w głównym i prostokątne w bocznych). W XIX w. do budynku wstawiono nowy ikonostas, w którym umieszczono, obok nowych wizerunków, także starsze XVI- i XVII-wieczne ikony przechowywane w cerkwi.
Cerkiew została zamknięta kilka lat po rewolucji październikowej, w latach 20. XX w. Znajdowały się w niej biura i instytucje związane z obsługą turystów. W latach 50 i 60. przeprowadzono jej remont.
Rosyjski Kościół Prawosławny odzyskał budynek w 1994 r. Cerkiew należy do patriarszego metochionu (zespołu świątyń o szczególnym znaczeniu, ale bez prawa stauropigii) na Zariadju, razem z położonymi w bliskim sąsiedztwie świątyniami – cerkwiami ikony Matki Bożej „Znak”, św. Maksyma Błogosławionego, św. Barbary, Narodzenia św. Jana Chrzciciela i św. Jerzego.